# Калдаруша (Браила)
Калдаруша (рум. Căldărușa) насеље је у Румунији у округу Браила у општини Трајан. Oпштина се налази на надморској висини од 22 m.

## Становништво
Према подацима из 2002. године у насељу је живело 217 становника, од којих су сви румунске националности.